# Cabaretier
Pour l’article ayant un titre homophone, voir Rottier.

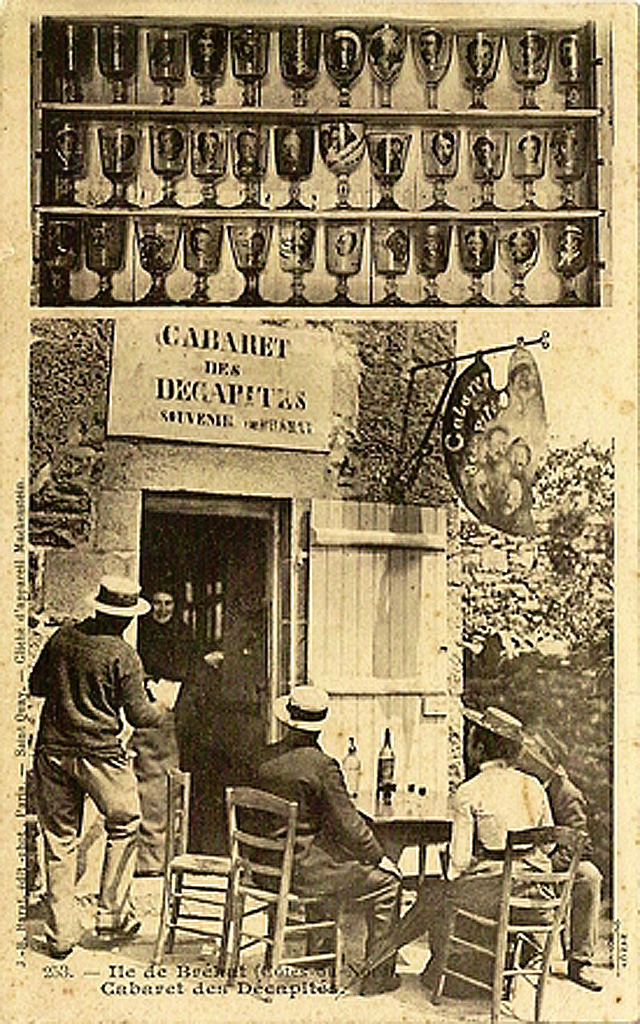
La cabaret des décapités de l'Île-de-Bréhat devait son nom aux verres décorés des têtes des clients

Cabaretier (également nommé Rotier et Cabarotier) est un métier ancien ; c'était le nom donné à une personne qui servait du vin au détail et donnait à manger contre de l'argent.

## Histoire
Ce corps de métier remonte à mars 1577 lorsque le roi Henri III donna des règlements communs aux marchands de vin, aux taverniers, aux cabaretiers, et aux hôteliers.
À la différence des taverniers, qui ne pouvaient vendre que du vin à emporter, les cabaretiers pouvaient vendre le vin au détail mais aussi donner à manger. À partir de 1680, une déclaration royale permit aux taverniers de vendre des viandes qui avaient été cuites à l'avance, et ce privilège s'étendit aux marchands de vin.

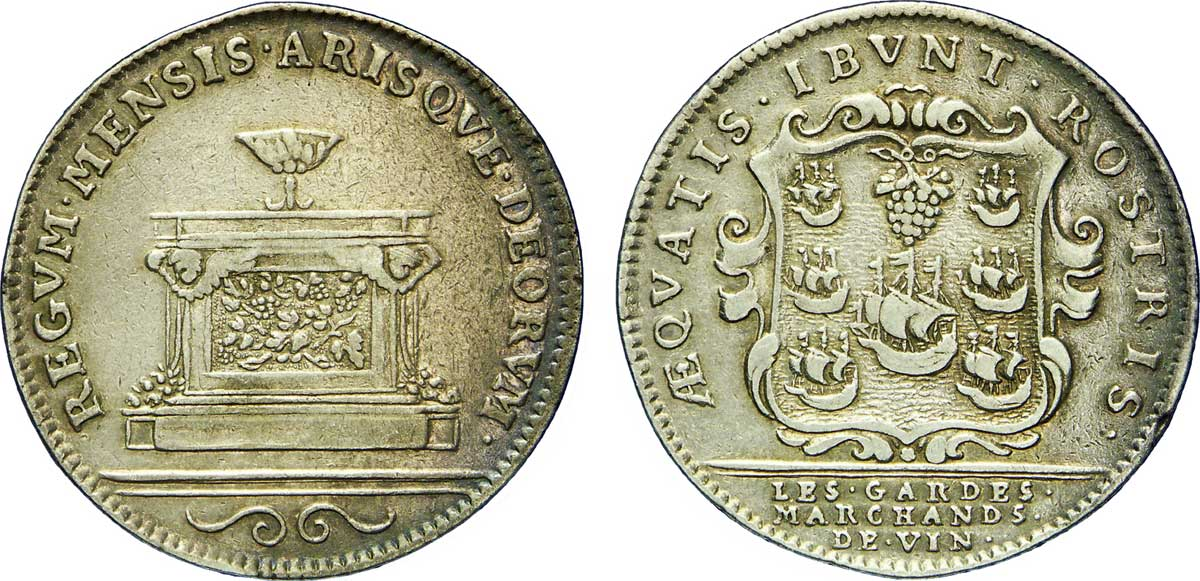
Corporation des marchands de vin et taverniers

En 1698, les taverniers purent faire rôtir les viandes mais sans avoir de cuisiniers à gages. Les charcutiers obtinrent l'interdiction pour les taverniers d'élever et de tuer des porcs. Cette disposition prohibitive s'appliquait également aux cabaretiers, dont toutes ces ordonnances ne faisaient certainement pas les affaires.

## Règles
Pour être cabaretier, il fallait être catholique romain. Ils ne devaient recevoir personne chez eux le dimanche pendant les offices et les trois derniers jours de la semaine sainte. Les officiers de police visitaient les boutiques pour s'assurer de l'exécution de ces règlements. En cas de contravention, les cabaretiers étaient passibles de fortes amendes, voire de peines corporelles lors de récidive.
Bien qu'à partir de 1695, on ordonna aux cabaretiers de fournir du bon vin de façon loyale, sans être mélangé ou dilué, les cabaretiers vendaient parfois une boisson étrange où il n'entrait pas une goutte de jus de raisin, qui était remplacé par du bois de teinture et de la litharge.

## Évolutions
Le cabaretier devint au fil du temps le propriétaire d'un cabaret où se réunissaient les poètes,  et les gens d'esprit. À partir du XVIIIe siècle, ces personnes se mirent à fréquenter les cafés, où on parlait mieux et où on buvait moins.

## Autres noms
- Cabarotier
- Rotier

### Livres et articles spécialisés en ligne
- Traité de la Police - 1719 - t. 3, (de):M. Nicolas de La Mare, Conseiller-Comissaire du Roy au Châtelet de Paris.Ouvrage de référence. Histoire de la Police ses fonctions, ses prérogatives, ses magistrat, lois et réglements, avec en annexe une topographie de la ville, et les Statuts et Réglements des 6 Corporations Marchande de Paris.
  - pp. 723-725, Titre XLVI «Des boissons», art. XXV, «Ordonnance de Charles IX aux États d'Orléans en 1560»

- Dictionnaire de la conversation et de la lecture 1833 - vol. 9, Définition de Cabaretier et différence avec Tavernier p. 335

- Collection complète des lois, décrets, ordonnances, règlemens avis du Conseil d'état 1836 - Droit à la vente en détail des boissons p. 354

- Traité de police municipale et rurale s.d., vol. 2, (de):E. M. M. Miroir,E. Brissot de Warville, résumant la législation, les réglements et modéles nécessaires à l'ordre public dans les débits de boissons.
  - p. 388, section I, chap. 2, al. 17 Obligation de déclaration, d'enseigne et d'horaire préalable à l'ouverture d'un établissement
  - p. 401, section VIII, chap. 1, al. 166 Fermeture aux jours et horaires de culte
  - p. 459, chap. 2, al. 17 Obligation de renouvellement de la déclaration préalable

- Guide histoire des vieux métiers de France Le Cabaretiers, métier de cabaretier, cabarets et tavernes